# Charles IV (empereur du Saint-Empire)
Pour les articles homonymes, voir Charles IV.
Charles IV (en allemand : Karl IV, en tchèque : Karel IV), né le 14 mai 1316 à Prague où il est mort le 29 novembre 1378, est comte de Luxembourg, roi de Bohême  et empereur.  
Élevé à la cour de France de 1323 à 1330, il assume des responsabilités politiques au Luxembourg et en Bohême avant même que son père, aveugle depuis 1340, trouve la mort sur le champ de bataille de Crécy en 1346.
Petit-fils de l'empereur Henri VII du Saint-Empire, il succède à l'Empire, dans des conditions de guerre civile larvée, à Louis IV de Wittelsbach en 1347. Il est notamment à l'origine de la Bulle d'or promulguée à Metz en 1356, qui reste la constitution du Saint-Empire romain germanique jusqu'à sa dissolution en 1806.

## Biographie

### Origines familiales
Membre de la maison de Luxembourg, il est le fils de Jean de Luxembourg, dit « Jean l'Aveugle » (1296-1346), comte de Luxembourg, puis roi de Bohême par mariage. Jean de Luxembourg, fils de Henri de Luxembourg, empereur sous le nom de Henri VII, meurt sur le champ de bataille de Crécy où il est venu combattre les Anglais malgré son infirmité.
Sa mère est Élisabeth de Bohême, fille et héritière du roi Venceslas II, qui apporte le royaume de Bohême à la maison de Luxembourg.
Baptisé Venceslas (Václav en tchèque) du nom du saint duc  Venceslas Ier de Bohême, il choisit lors de sa confirmation de prendre le prénom de son oncle (par alliance) et parrain, le roi de France Charles IV.
Sa fratrie compte notamment Bonne de Luxembourg (1315-1349), épouse (1332) de Jean II, roi de France.

### Éducation en Bohême, puis en France
Elevé au château de Křivoklát jusqu'à l'âge de 7 ans, il est ensuite envoyé auprès de Charles IV de France parfaire son éducation de Chevalier. En effet, le comte Jean et la reine Elisabeth ne s'entendant guère,  le comte Jean souhaite soustraire son fils à l'influence maternelle et l'envoie à la cour de France. L'enfant arrive à la cour de France le 4 avril 1323. Le 15 mai 1323, grâce à une Dispense du pape Jean XXII, il est marié à Blanche de Valois.
Cette éducation cosmopolite lui permet de parler couramment cinq langues : le latin, l'allemand, le tchèque, le français et l'italien.[réf. nécessaire]

### Prince héritier de Luxembourg et de Bohême (1331-1346)
En 1330, il quitte la France avec son épouse, gagnant d'abord le comté de Luxembourg, où Blanche de Valois va rester, puis l'Italie en mars 1331.
En 1331, âgé d'à peine quinze ans, il participe aux côtés de son père à ses premières batailles en Italie : des sièges et combats peu fructueux devant Modène et Pavie puis la bataille de Florence. Entre 1331 et 1333 (date de son retour à Prague), il est de fait régent des seigneuries italiennes de la maison de Luxembourg[réf. nécessaire].
En 1333, à dix-huit ans, il reçoit le margraviat de Moravie en tant qu'héritier présomptif du royaume de Bohême, mais devient de fait le régent du royaume, en raison des absences fréquentes de son père, parfois surnommé[réf. nécessaire] le « chevalier-errant ».
Il devient officiellement roi de Bohême le 26 août 1346 (il est couronné le 2 septembre 1347). Il devient également comte de Luxembourg, jusqu’à ce qu'en 1353, il cède le comté à son demi-frère cadet, Venceslas Ier de Luxembourg.
C’est à cette époque qu’il écrit une autobiographie en latin, la première autobiographie d'un souverain européen depuis celle de l'empereur romain Auguste.

### Avènement comme empereur

#### Une période de crise politique face aux Wittelsbach (1346-1348)
Après Henri VII, grand-père de Charles, le Saint-Empire a pour chef le duc Louis de Bavière (Louis IV du Saint-Empire) de la maison de Wittelsbach, élu roi des Romains en 1314 et couronné empereur en 1328.
Le règne de Louis IV (de 1314 à 1347) est difficile, marqué par la rivalité entre la maison de Wittelsbach et la maison de Luxembourg, soutenue par le pape. Louis s'est fait beaucoup d'ennemis dans la haute noblesse allemande, mais il a le soutien des villes libres d'Empire et des ordres militaires, en particulier de l'ordre Teutonique.
C'est dans le cadre de cette rivalité que, sans attendre la mort de Louis IV, Charles de Luxembourg est élu roi des Romains le 11 juillet 1346 à Rhens par cinq princes-électeurs avec l’appui de Clément VI, ce qui lui vaut le surnom de rex clericorum. Il est couronné[Quoi ?] à Bonn le 26 novembre 1346.
Charles n’est d’abord qu'un anti-roi, élu d'une faction : Louis IV reste empereur de droit et de fait. La guerre civile menace l'empire. La mort de Louis IV en 1347 (infarctus au cours d’une chasse au sanglier) permet l'élection d'un nouveau roi des Romains de la faction des Wittelsbach. Au bout d'une année de combats et d'intrigues entre ducs et évêques, les partisans de Charles l'emportent et les Wittelsbach font leur soumission en lui remettant la couronne des rois Ottoniens.

#### L'accumulation des symboles impériaux après 1350
Le 17 juin 1349, il est élu roi de Germanie[pas clair] contre Gunther de Schwarzbourg et couronné comme tel le 25 juillet de la même année ; mais le second couronnement[pas clair] à Aix-la-Chapelle, dans la ville héraldique légitime[pas clair], qui se déroule après un délai convenu entre les parties[pas clair], a lieu sans que les joyaux de la couronne aient été remis. En février 1350, Charles doit de nouveau négocier avec l'électeur palatin Robert Ier ; la paix de Bautzen du 14 février 1350 lui permet de conclure favorablement l'affaire, et les reliques lui sont restituées le 4 avril suivant.
Un mois plus tôt, Charles a dépêché à Munich des émissaires qui, le 12 mars 1350, se sont fait remettre le trésor sacré et les regalia, comme cela est consigné dans un acte dressé pour l’occasion.[pas clair] Charles fait apporter la couronne et les autres insignes à Prague. Il parade avec le dimanche des Rameaux (21 mars 1350), sur le Hradschin, pour les montrer au peuple. Il les envoie à Nuremberg, où il tient une diète d'Empire le 4 avril. Là encore, il se montre devant la population en procession. À chacun des bans d'Empire, Charles continue ainsi de faire montre de son pouvoir.[pas clair]
En 1353, l'official de l'archevêque de Brandebourg, Dietrich Kagelwit, rejoint sa cour : c'est un conseiller avisé qui redresse les finances du royaume de Bohême[réf. nécessaire]. Son ambassade auprès du pape aboutit à son couronnement comme roi d'Italie le 6 janvier 1355, puis comme empereur le 5 avril (jour de Pâques), à Rome dans l'archibasilique Saint-Jean de Latran par Pierre Bertrand de Colombier, cardinal d'Ostie.
Le 4 juin 1365, à l'instar de Frédéric Barberousse, Charles relève un titre désuet en se faisant couronner roi d'Arles dans la cathédrale Saint-Trophime d'Arles.
Charles IV sut tirer parti d'une querelle entre les héritiers de Louis l'aîné, mort en 1361 : contre la reconnaissance de la succession, il se fit promettre par Louis le romain et Othon que la marche de Brandebourg reviendrait à son propre fils Venceslas s'ils n'avaient pas d'enfant ; or Louis mourut sans enfant en 1365, et lorsqu'en 1371 son frère Othon, qui venait d'épouser une fille de Charles IV, entreprit de transmettre le Brandebourg à sa propre famille, l'empereur Charles lui déclara la guerre ; mais dès 1373, Othon accepta, par le traité de Fürstenwalde, de céder la marche de Brandebourg moyennant la somme de 500 000 florins d'or.

### La Bulle d'or

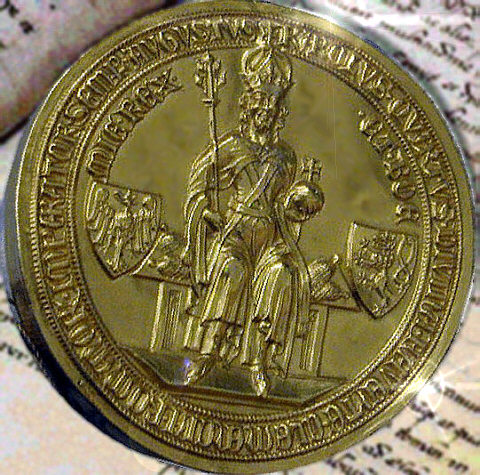
la Bulle d'or de 1356.

Un an à peine après son couronnement impérial, c'est à la diète de Metz que Charles IV promulgue la Bulle d'or qui codifie les élections impériales, et qui est restée en vigueur jusqu'à la dissolution du Saint-Empire romain germanique en 1806.

#### Les raisons
Le milieu du XIVe siècle marque la fin d’une longue période de conflits incertains entre les dynasties allemandes des Luxembourg, Wittelsbach et Habsbourg, conflits attisés par les papes, enclins à diviser pour mieux régner. Le summum de cette ingérence avait été atteint en 1343, quand le pape Clément VI invita les princes-électeurs à se réunir pour remplacer l'empereur Louis IV encore vivant. Qu'un roi des Romains soit élu du vivant de l'empereur est un fait exceptionnel qui témoigne d'une grave crise de pouvoir.
Les princes-électeurs se réunissent le 11 juillet 1346 et élisent Charles de Luxembourg, certes petit-fils de l'empereur Henri VII et héritier du trône de Bohême, mais en attendant, guère plus que margrave de Moravie, une province mineure de l'Empire, même pas allemande. On comprend le surnom de rex clericorum, roi des ecclésiastiques, dont Charles IV hérite de cette première élection.
On comprend mieux, ainsi, cette bizarre deuxième réélection au titre de roi des Romains, en 1349, pour définitivement asseoir sa légitimité. On saisit aussi la décision fondamentale d'organiser institutionnellement l'élection royale : l'empereur convoque la Diète d'Empire qui s'ouvre à Nuremberg le 25 novembre 1355 pour mettre de l'ordre dans les institutions et corriger les plus graves de leurs défauts ; de ce programme, une partie seulement est réalisée. Les travaux reprirent à Metz, le jour de Noël 1355. À la suite de cela, la Bulle impériale est édictée le 10 janvier 1356.

#### Un code électoral sécularisé
Ce code impérial (Kaiserliches Rechtsbuch), appelé communément à partir du XVe siècle « Bulle d'or », règle minutieusement la désignation du souverain et le statut des princes constituant le corps électoral.
Autrefois étendu à l'ensemble des princes allemands, réduits à dix princes-électeurs dès 1125, le droit de vote est limité aux sept princes qui, dans les faits, l'avaient accaparé depuis le milieu du XIIIe siècle.
Ce collège électoral comprend trois ecclésiastiques : l’archevêque de Cologne, l’archevêque de Mayence et l’archevêque de Trèves ; et quatre laïcs : le roi de Bohême (maison de Luxembourg), le comte palatin du Rhin (maison de Wittelsbach), le margrave de Brandebourg (maison de Wittelsbach) et le duc de Saxe (maison de Wittenberg).
Afin d'éviter à l'avenir confusions et disputes, les électorats sont déclarés indivisibles : ils sont transmis par primogéniture en ligne directe et, en cas de minorité, l'oncle le plus âgé du prince voterait à sa place jusqu'à ce qu'il eût dix-huit ans. Si le lignage s'éteignait, l'empereur serait libre d'en désigner un autre à sa guise, sauf en Bohême, où le droit d'élire un nouveau monarque appartient à la diète des États de Bohême.
Trouver des prétextes légaux à la désignation d'un anti-roi n'est plus possible et l'ingérence étrangère en général et papale en particulier est réduite à néant.
Selon les normes électorales fixées par la Bulle d'or, le roi est élu à la majorité des voix du collège électoral, et non plus à l'unanimité afin d'éviter les élections doubles et rivales, sources de guerres civiles.
Le candidat élu par les princes-électeurs garde le titre carolingien de « roi des Romains » et devient in imperatorem promovendus soit « devant être promu empereur ».
La bulle reste silencieuse quant à la confirmation par le pape. La dignité impériale étant octroyée par les sept princes-électeurs, ce n'est plus le couronnement (par le pape) qui fait l'empereur, mais l'élection. La puissance impériale se sécularise.
Aix-la-Chapelle est le lieu exclusif du couronnement, alors qu'avant, pour se voir confirmer dans son titre impérial, l'empereur devait se rendre à Rome et se faire couronner par le pape en personne ou son représentant. Le pape est dépourvu de la possibilité de refuser de couronner un candidat qui n'aurait pas l'heur de lui plaire. Charles IV qui avait été traité non sans raisons de « roi des prêtres » choisit de régler les problèmes de l'approbation et la confirmation revendiquées par le pape en ne les posant pas. La Bulle passe également sous silence le vicariat auquel le Saint-Siège pouvait prétendre pendant la vacance du pouvoir impérial.
Le rôle des princes-électeurs est également élargi : la Bulle d'or en fait des conseillers qui, une fois au moins par an, délibèrent avec l'empereur des affaires du royaume.

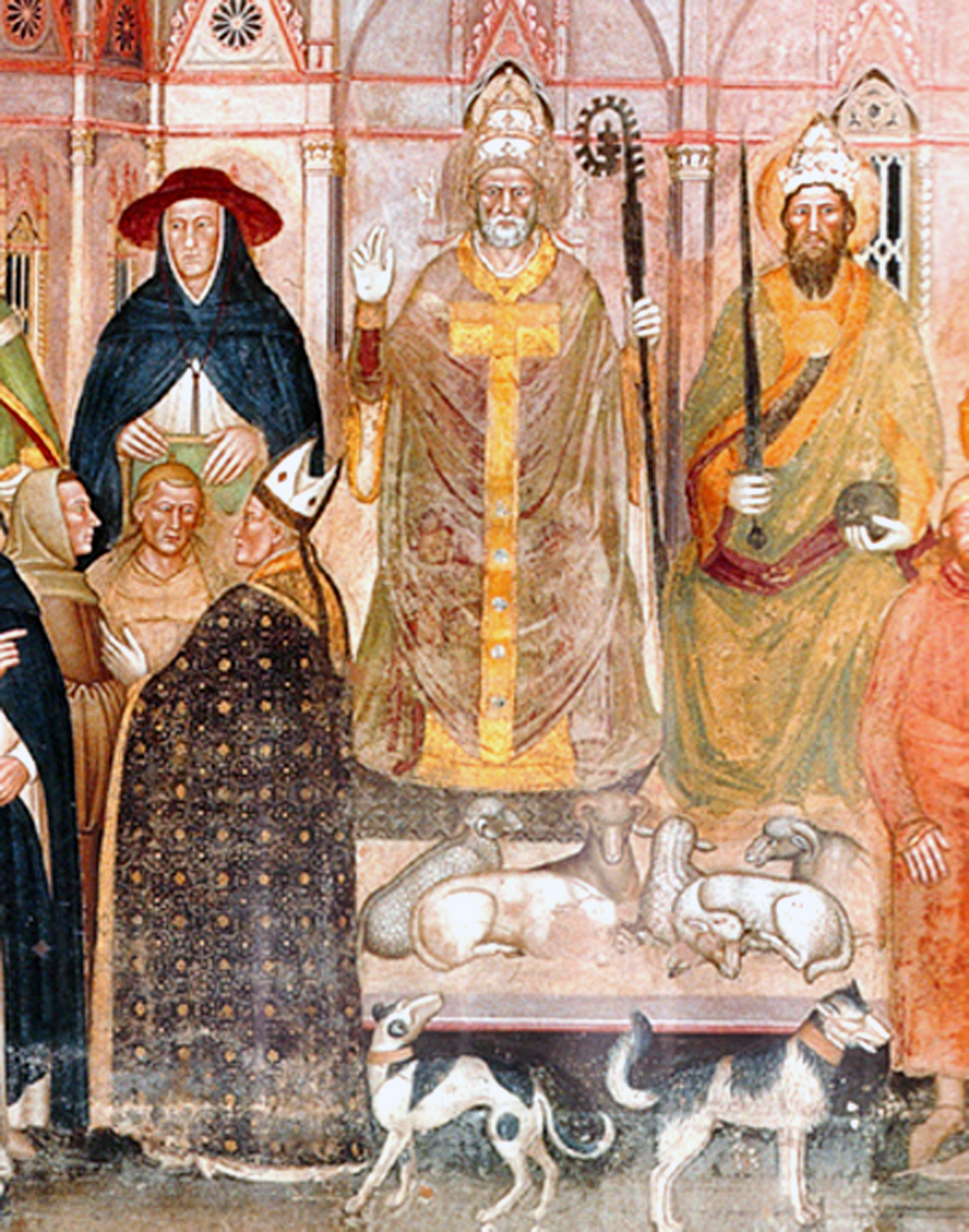
Innocent VI, entouré du cardinal Albornoz et de l'empereur Charles IV, à ses pieds l'archevêque Simone Saltarelli sermonne Michel de Césène et Guillaume d'Ockham.

Charles IV assure définitivement l'indépendance du Saint-Empire, en fixant, par la Bulle d'or, les règles qui, tout en réduisant les risques de double élection, privent également le pape de toute capacité d'arbitrage entre les élus, donc de choix entre les candidats. Cette situation engendrée par la sécularisation du Saint-Empire ne peut convenir au Saint-Siège et le pape Innocent VI la rejette.

### Soutien de la papauté
Bulle d'or mise à part, Charles IV montre une grande complaisance envers l'Église, établit en faveur du Saint-Siège des impôts onéreux, affranchit le clergé de toute autorité temporelle et s’attire par là de grandes difficultés. C’est contre cet aspect « clérical » de sa politique que les villes libres de l’Empire formèrent la ligue de Souabe.

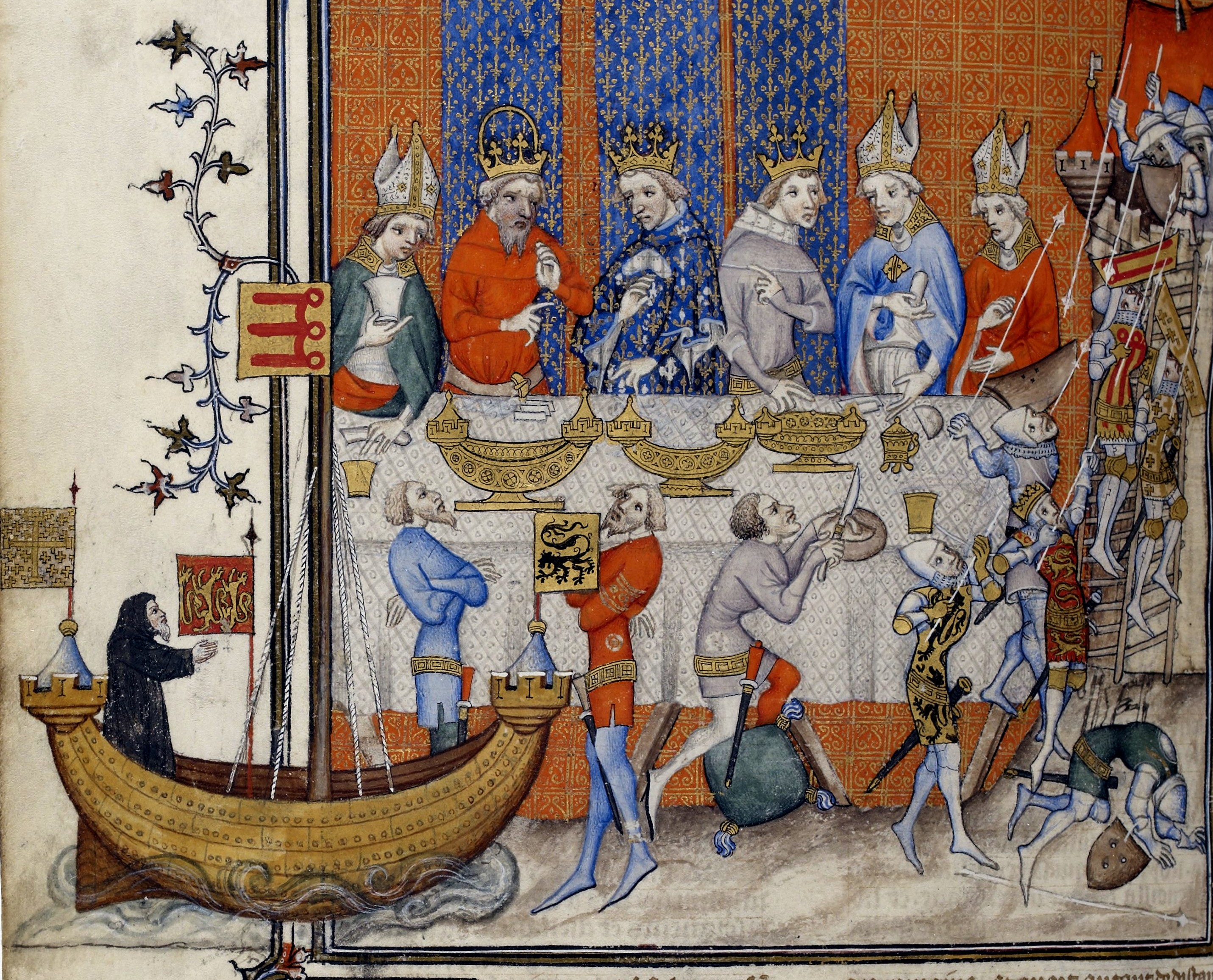
Banquet offert par Charles V de France à l'empereur Charles IV du Saint-Empire et son fils aîné Wenceslas en 1378.

En 1347, Charles IV, prince allemand par son père et tchèque par sa mère, tente une œuvre œcuménique au cœur de l’Europe, à la frontière entre les mondes slave orthodoxe et germain catholique, en fondant le cloître d'Emmaüs. Bien que catholique et dépendant de l’ordre de Saint-Benoît, le monastère des emmaüsiens s’est longtemps distingué pour célébrer la liturgie en vieux slave et avoir été un centre important de diffusion et d’éducation du vieux slave et de l’alphabet glagolitique.

### Mécène des arts et des lettres
Le règne de Charles IV est, sur le plan artistique, le premier âge d’or de la Bohême. Charles IV, roi mécène, fait venir à Prague des artistes de toute l’Europe, qui réalisent des enluminures de manuscrits (Jean de Troppau) ou des peintures sur bois (Nicolas Wurmser). Il fait de son domaine tchèque le cœur artistique et administratif du Saint-Empire.

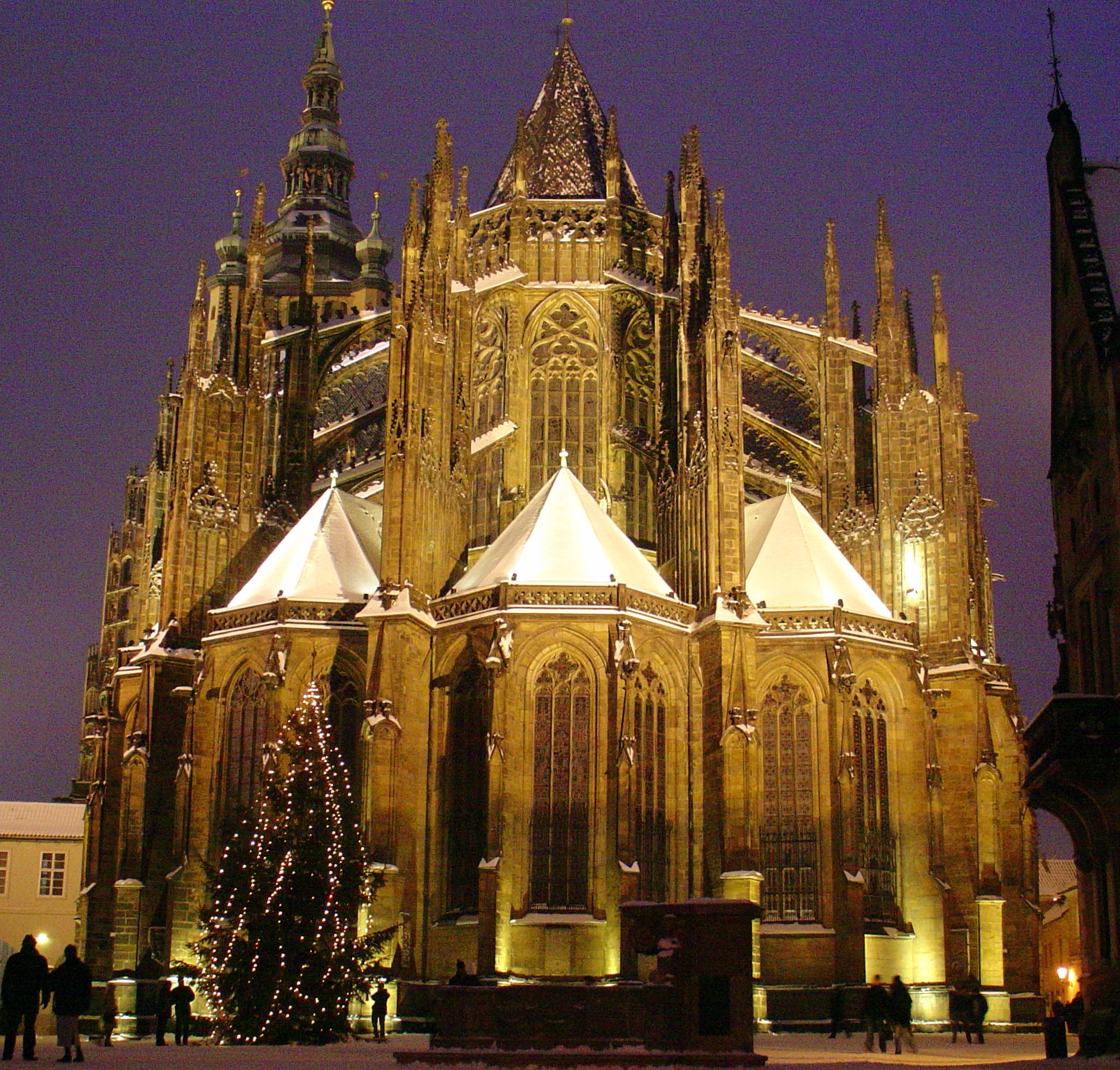
Chevet de la cathédrale Saint-Guy élevé par Mathieu d'Arras.

À la suite de l’élévation de Prague, en 1344, au rang d’archevêché par le pape Clément VI, la reconstruction gothique de la cathédrale Saint-Guy de Prague est entreprise, tout d’abord sous la direction de Mathieu d'Arras puis de l’architecte et sculpteur souabe Peter Parler.
En 1348, il fonde l’université Charles de Prague. Tout d’abord connue comme l’« université de Prague », universita pragensis, elle est la première université du monde germanique ; elle prend par la suite le nom de son fondateur et se nomme désormais Karlova universita. Le 8 avril 1348 marque la fondation de la Nouvelle Ville de Prague qui double la surface de la ville et desserre l’étau des fortifications, permettant l’organisation autour de larges places :
- le marché au bétail (l’actuelle « place Charles ») qui, avec 80 550 m2, est longtemps restée la plus vaste place urbaine d’Europe ;
- le marché aux chevaux (l’actuelle place Venceslas) ;
- le marché au foin (l’actuelle place Senovážné).

En 1348 encore, la construction du château fort de Karlštejn est entreprise. Retraite impériale, elle est superbement ornée d’un ensemble de tableaux et de fresques gothiques réalisées par maître Théodoric et reste l’un des plus beaux exemples de l’art civil de cette époque.
En 1357, il entreprend la construction du pont Charles, pour relier Malá Strana et le château de Prague avec la Vieille Ville de Prague afin de remplacer le pont Judith qui était le plus ancien pont de pierre de Bohème, construit entre 1158 et 1172 et qui avait été emporté par une montée des eaux le 3 février 1342.

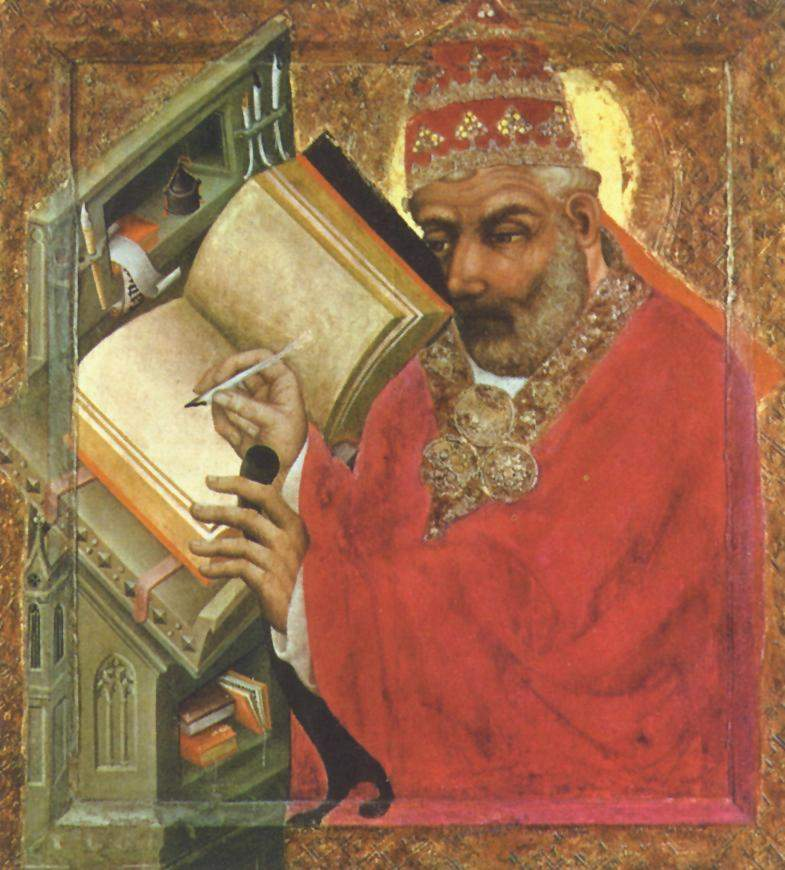
Saint Grégoire par maître Théodoric.
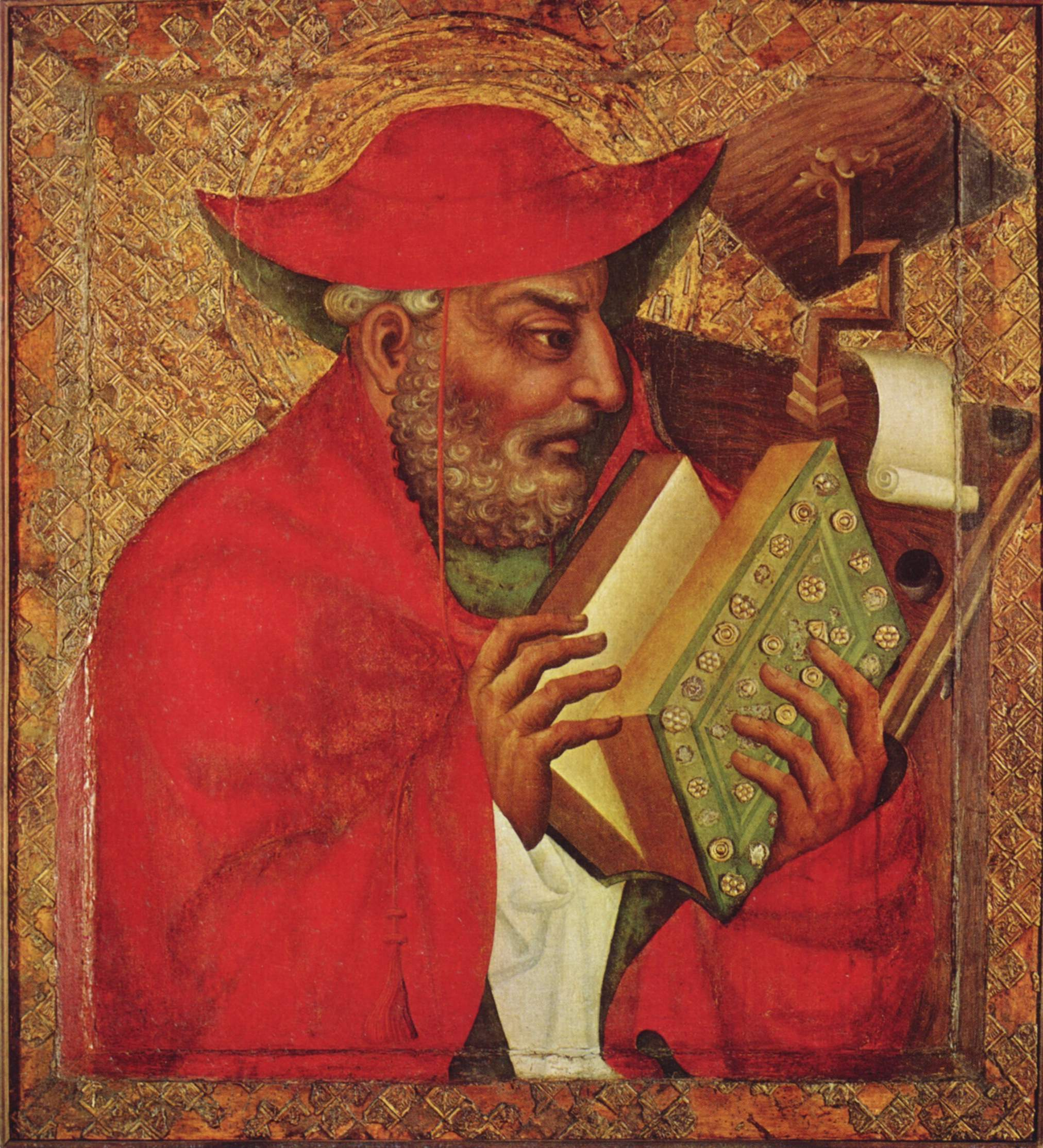
Saint Jérôme par maître Théodoric.
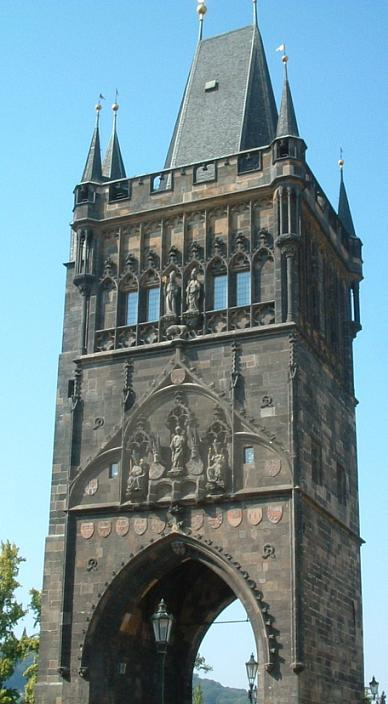
Tour du Pont Charles à Prague.
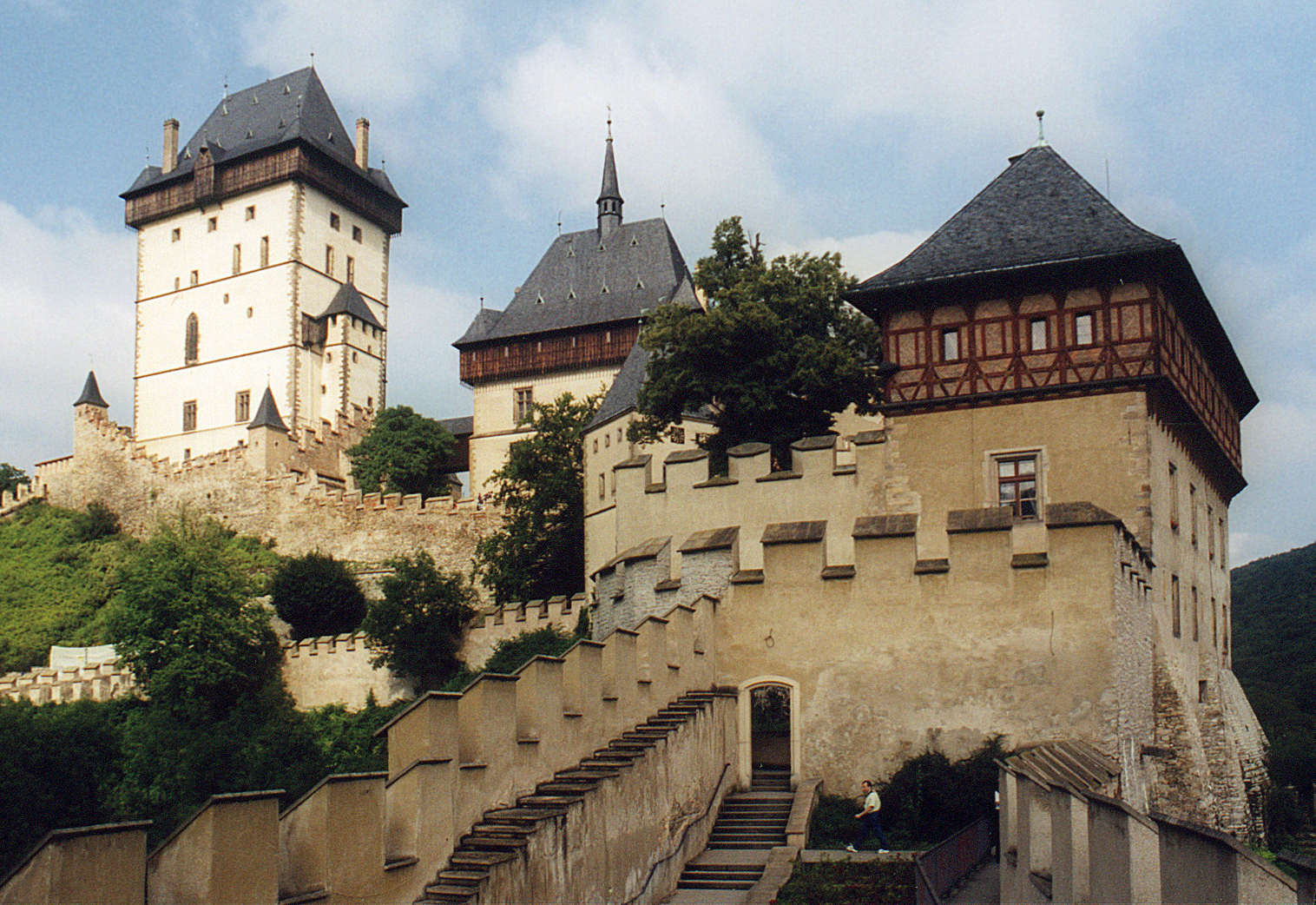
Château fort de Karlštejn.

### Politique impériale et européenne

L'Europe en 1360.

Charles IV conseille son neveu Charles V de France, à Metz, en 1356, lors d’un soulèvement des Parisiens. La visite qu’il rend encore à son neveu en janvier 1378, est splendidement relatée dans les Grandes Chroniques de France ; c'est à cette occasion que Charles IV aurait pu offrir un fermail-reliquaire à l'aigle, conservé au musée de Cluny.

### Mort et funérailles
Charles IV est inhumé avec ses épouses successives dans la crypte de la cathédrale Saint-Guy de Prague.

## Ascendance
Charles IV était obsédé par son arbre généalogique. À l'époque, il était de bon ton de prouver que l'on appartenait à une famille très ancienne.
Charles IV a donc fait construire une salle commune centrale dans son château de Karlstejn, où il a fait peindre sur les murs ce qu'on appelle l'arbre généalogique luxembourgeois.
Il y faisait dériver ses origines du Noé biblique en tant que "premier juste". Il incluait également dans son ascendance, par exemple, le Jupiter et le Saturne romains, le Troyen Priam, Charlemagne, des rois français et des ducs récemment décédés.
L'arbre généalogique du mur n'a pas survécu, bien qu'il soit bien documenté.

## Quatre mariages et leur descendance

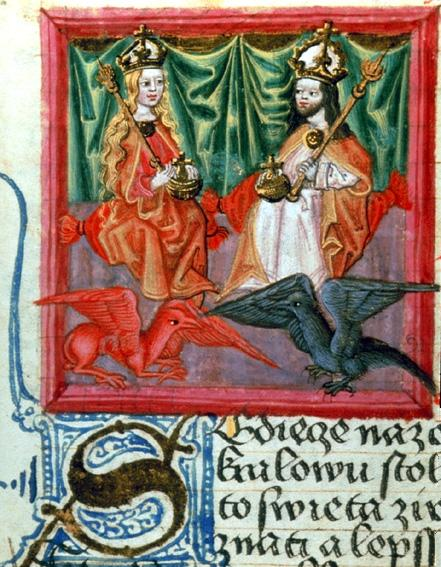
Charles IV et sa première épouse, Blanche de Valois.

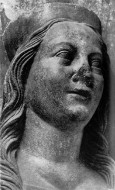
Anne du Palatinat.

Le 15 mai 1323, âgé de 7 ans, il est marié avec Blanche de Valois (1317-1348), demi-sœur du roi de France Philippe VI, âgée de 6 ans, avec qui il aura deux filles :
- Marguerite (1335-1349), épouse en 1342 Louis Ier de Hongrie, sans descendance ;
- Catherine (1342-1386), épouse de Rodolphe IV d'Autriche puis d’Othon V de Wittelsbach.

En mars 1349, il épouse Anne du Palatinat (1329-2 février 1353), fille de Rodolphe II du Palatinat. De cette union naît : 
- Venceslas (17 janvier 1350 - 28 décembre 1351)

Veuf pour la seconde fois, âgé de trente-sept ans, Charles n’a qu’une héritière vivante, Catherine, qui vit à Vienne à la cour de son fiancé Rodolphe de Habsbourg.

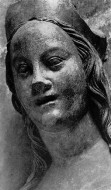
Anne de Schweidnitz.

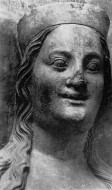
Élisabeth de Poméranie.

Dès le 27 mai 1353, il épouse Anne de Schweidnitz (1339-11 juillet 1362). De cette union naissent : 
- Élisabeth (19 avril 1358 - 4 septembre 1373), future épouse du duc Albert III de Habsbourg ;
- Venceslas (1361-1419), héritier mâle et futur empereur qui reste dans l’histoire comme Venceslas l’Ivrogne.

De nouveau veuf en 1362, Charles IV épouse, le 21 mai 1363, Élisabeth de Poméranie (1347-1392), fille du duc Bogusław V et petite-fille par sa mère du roi Casimir III de Pologne. De cette union naissent quatre enfants :
- Anne de Bohême (1366-1394), plus tard épouse de Richard II d'Angleterre ;
- Sigismond, (1368-1437), Empereur romain germanique, roi de Bohême et de Hongrie, margrave de Brandebourg ;
- Jean (1370-1396), qui devient duc de Görlitz ;
- Marguerite (1373-1410), épouse de Jean III, burgrave de Nuremberg.

## Hommages
Les billets de 100 couronnes tchèques sont à son effigie.
Depuis 1993, il existe un prix international Charles IV décerné tous les deux ans conjointement par la ville de Prague et l'université Charles.

### Bibliographie

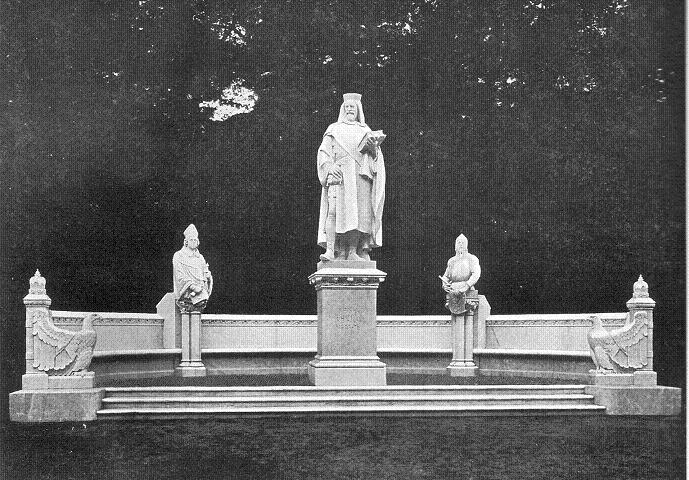
Monument de Charles IV à l'allée de la Victoire du Tiergarten, œuvre de Ludwig Cauer.